# Kael Mouillierat
Kael Mouillierat (* 9. Dezember 1987 in Edmonton, Alberta) ist ein kanadischer Eishockeyspieler, der zuletzt bis April 2023 bei den Krefeld Pinguinen aus der DEL2 unter Vertrag gestanden und dort auf der Position des Centers bzw. linken Flügelstürmers gespielt hat. Zuvor bestritt Mouillierat unter anderem 330 Partien in der American Hockey League (AHL) und absolvierte darüber hinaus sieben Spiele für die New York Islanders und Pittsburgh Penguins in der National Hockey League (NHL).

## Karriere
Über die Collegeschiene fand Kael Mouillierat ins Profi-Eishockey und diente sich über die ECHL und die American Hockey League (AHL) bis in die National Hockey League (NHL) hoch. Der Angreifer unternahm 2016 den Sprung nach Europa und spielte für Luleå HF in der Svenska Hockeyligan (SHL). In der Saison 2017/18 spielte Mouillierat beim ERC Ingolstadt in der Deutschen Eishockey Liga (DEL). Zur Saison 2018/19 wechselte Mouillierat innerhalb der DEL zu den Straubing Tigers.
Nach insgesamt 237 DEL-Einsätzen und 118 Punkten (62 Tore, 56 Vorlagen) für den ERC Ingolstadt und Straubing Tigers entschied er sich im Mai 2022 für einen Wechsel zu den Krefeld Pinguinen in die DEL2, für die er eine Spielzeit aktiv war.

## Erfolge und Auszeichnungen
- 2010 WCHA All-Academic Team
- 2010 ECHL-Rookie des Monats November
- 2011 Teilnahme am ECHL All-Star Game
- 2011 ECHL All-Rookie Team

## Karrierestatistik
Stand: Ende der Saison 2022/23
(Legende zur Spielerstatistik: Sp oder GP = absolvierte Spiele; T oder G = erzielte Tore; V oder A = erzielte Assists; Pkt oder Pts = erzielte Scorerpunkte; SM oder PIM = erhaltene Strafminuten; +/− = Plus/Minus-Bilanz; PP = erzielte Überzahltore; SH = erzielte Unterzahltore; GW = erzielte Siegtore; 1 Play-downs/Relegation; Kursiv: Statistik nicht vollständig)